# Francis Bosmans
Francis Bosmans (Hasselt, 10 juni 1954) is een Belgisch voormalig politicus voor de CVP en diens opvolger CD&V. Hij was burgemeester van Wellen.

## Levensloop
Bosmans was tussen 1989 en 1994 burgemeester van Wellen. Na de gemeenteraadsverkiezingen van 1994 werd een coalitie gesloten tussen de CVP en de VLD. Daarbij werd hij eerste schepen onder burgemeester Eloi Vandersmissen en volgde hij volgens afspraak vanaf 1999 Jeannine Leduc op als burgemeester. Na de gemeenteraadsverkiezingen van 2000 werd de coalitie verdergezet en was hij de eerste twee jaren burgemeester en daarna schepen onder burgemeester Johan Vanschoenwinkel.
Bosmans bleef na de gemeenteraadsverkiezingen van 2006 schepen en volgde begin 2011 Johan Vanschoenwinkel op als burgemeester . Zelf werd hij na de lokale verkiezingen van 2012 opgevolgd in deze functie door Els Robeyns, die met de kieslijst sp.a-ROB een absolute meerderheid van 10/19 zetels behaalde. Hij was verkozen maar zetelde niet om plaats te maken voor zijn dochter.